# Rosinha (voleibolista)
Rosa Maria Teixeira Bastos O’Shea ou Rosinha é uma ex-voleibolista brasileira ue conquistou pela Seleção Brasileira Feminina de Voleibol a medalha de ouro no Campeonato Sul-Americano de Voleibol Feminino de 1951 e nos Jogos Pan-Americanos de 1959.

## Carreira
Iniciou sua carreira defendendo as cores do Flamengo, esteve na primeira competição internacional do voleibol feminino defendendo a Seleção Brasileira no I Campeonato Sul-Americano de Voleibol Feminino de 1951 e foi casada com também ex-voleibolista o saudoso John Castro O’Shea, mais conhecido como Jonjoca, e também fez parte da Seleção Brasileira Masculina de Voleibol no mesmo ano e o igualmente atleta do Flamengo.